# Jie Schöpp
Jie Schöpp, właśc. Shi Jie (chiń. 施婕; ur. 25 stycznia 1968 w Baoding) – niemiecka tenisistka stołowa pochodząca z Chin, brązowa medalistka mistrzostw świata, dwukrotna mistrzyni Europy.
Ośmiokrotnie była medalistką Starego Kontynentu. Nie zdobyła wprawdzie złotego medalu w grze pojedynczej (trzykrotnie przegrała w półfinałach), ale w rywalizacji drużynowej dwukrotnie triumfowała na mistrzostwach Europy w Bratysławie (1996) oraz w Eindhoven (1998).
Startowała bez sukcesów trzykrotnie w igrzyskach olimpijskich (1996, 2000, 2004), a w mistrzostwach świata zdobyła brązowy medal w rywalizacji drużynowej w Manchesterze (1997).
Dwukrotna zwyciężczyni prestiżowego turnieju Europa Top 12 (1994, 2003).